# Noël Leslie, Condessa de Rothes
Lucy Noël Martha Leslie, Condessa de Rothes (nascida Dyer-Edwardes; 25 de dezembro de 1878 – 12 de setembro de 1956) foi a esposa de Norman Leslie, 19º Conde de Rothes. Notável filantropa e líder social, ela foi uma das heroínas durante o naufrágio do Titanic, famosa por tomar o leme de seu bote e posteriormente ajudar nos remos até serem resgatados pelo navio Carpathia. A condessa foi por muitos anos uma figura popular na sociedade londrina, conhecida por sua beleza, personalidade brilhante, dança graciosa e diligência com a qual ela ajudou a organizar generosos eventos patrocinados pela realeza inglesa e membros da nobreza. Esteve durante muito tempo envolvida em trabalhos de caridade por todo o Reino Unido, mais notavelmente ajudando a Cruz Vermelha com angariação de fundos e como enfermeira no Coulter Hospital em Londres durante a Primeira Guerra Mundial. Lady Rothes foi também uma das benfeitoras líder da Queen Victoria School e no The Chelsea Hospital for Women, conhecido hoje como Queen Charlotte's and Chelsea Hospital.

## Desastre doTitanic
Noël Rothes é melhor conhecida como heroína da tragédia do Titanic em 1912, ajudando a comandar o bote salva-vidas, juntamente com o  marinheiro Thomas William (Tom) Jones. Noël conduziu o leme do bote, levando-o para longe do navio que afundava e posteriormente ajudando nos remos até a chegada do navio de resgate, enquanto encorajava os outros sobreviventes com sua calma determinação e otimismo. Ela embarcou em Southampton em 10 de abril com sua pais, Thomas e Clementina Dyer-Edwardes, a prima de seu marido, Gladys Cherry e sua criada Roberta Maioni. Seus pais desembarcaram em Cherbourg-Octeville, enquanto os outros continuaram a viagem em direção a Nova Iorque e possivelmente Vancouver, Colúmbia Britânica para encontrar o Conde de Rothes que já estava em visita aos Estados Unidos e Canadá à negócios. Antes do Titanic deixar Southampton, Noël concedeu uma entrevista a um correspondente de Londres para o New York Herald na qual ela explicava que estava indo para os EUA para se juntar ao seu marido. Ela admitiu que também estavam pessoalmente interessados em comprar um laranjal na Costa Oeste. Perguntada pelo repórter como ela se sentia sobre "deixar a sociedade londrina por uma fazenda de frutas na Califórnia," Noël respondeu: "Estou cheia de alegres expectativas."
Enquanto Noël e Gladys foram originalmente instaladas em uma cabine básica da Primeira Classe, a C-37, se acredita que elas foram relocadas para uma suíte mais ampla, a C-77. Em uma entrevista na imprensa americana, Rothes foi citada dizendo que ela e Cherry ocuparam a cabine B-77. As mulheres estavam em suas camas quando o Titanic colidiu com um iceberg às 23:40 h. de 14 de abril. A dupla foi acordada pela pancada e subiram ao Convés para investigar o ocorrido. Foram instruídas pelo Capitão Smith, comandante do Titanic, para retornarem para suas cabines e vestir os coletes salva-vidas.
Noël, Gladys e a criada de Noël embarcaram no bote número 8, que foi baixado aproximadamente à 1:00 da manhã, mais de uma hora depois da colisão. O bote foi lançado simultaneamente com o bote número 6 mas chegou à água primeiro, fazendo dele o primeiro do lado de bombordo a se afastar do navio. Tom Jones, o marinheiro posto no comando do bote pelo Capitão Smith, posteriormente disse que Rothes "tinha muito a dizer, então eu a coloquei para conduzir o bote," um elogio às sua habilidades de liderança. Ela tomou o comando do leme, o conduzindo por mais de uma hora antes de pedir a Gladys para assumir o bote por um tempo para confortar uma jovem recém-casada espanhola, María Josefa Peñasco y Castellana, cujo marido se perdeu no naufrágio. Lá, ela permaneceu durante toda a noite, remando o tempo todo e ajudando a aumentar a moral de outras mulheres até que o bote fosse resgatado pelo RMS Carpathia na manhã seguinte.
Quando o Carpathia foi avistado, o ânimo voltou e diversos a bordo do bote começaram a cantar o hino de Philip Bliss, "Pull for the Shore." Depois, Noël sugeriu que cantassem "Lead, Kindly Light": "Lead, kindly light, amid the encircling gloom/Lead thou me on!/The night is dark, and I'm far from home/Lead thou me on!"

## Legado
Noël foi retratada no filme televiso de 1979 S.O.S. Titanic por Kate Howard; no filme de James Cameron de 1997 Titanic por Rochelle Rose; e na mini-série de Julian Fellowes de 2012 Titanic por Pandora Colin.